# Virgen del Camino
La Virgen del Camino es una advocación mariana de España. Es patrona de la región de León y de la ciudad de Pamplona. También da nombre a la localidad donde se encuentra su templo, La Virgen del Camino, forma parte del Camino de Santiago Francés y es centro de una importante romería en honor a San Froilán.
La actual basílica y sede de los dominicos es en parte gracias al mecenas Pablo Diez por su éxito en el Grupo Modelo, actualmente una multinacional de cerveza de México.

## Historia
Según cuenta la leyenda el 2 de julio de 1505, un pastor de Velilla de la Reina llamado Alvar Simón Fernández, recogía su ganado cuando se le apareció entre grandes luces la Virgen María en el lugar llamado El Humilladero, donde siempre ha habido una ermita y hoy es una capilla de la Iglesia.

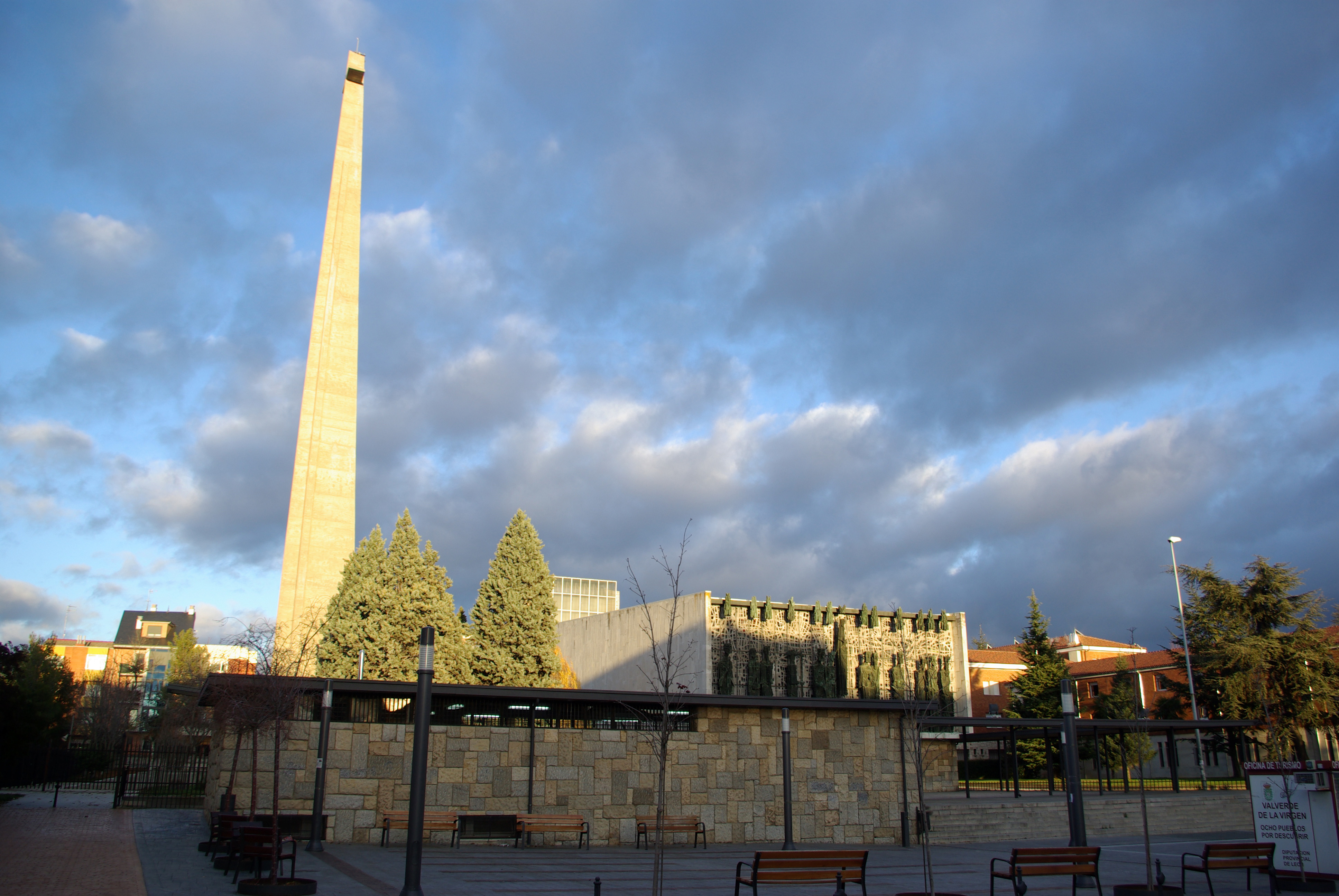
Basílica de la Virgen del Camino donde antiguamente se encontraba la ermita

La Santa Sede nombró a La Virgen del Camino patrona de la Región de León desde 1914. El 5 de septiembre de 1961 se inauguró una Basílica en honor a la virgen. La Basílica, antes Santuario, pertenece a la orden de los Dominicos encomendados por el obispo de León, Luis Almarcha.
El 15 de septiembre tiene lugar la celebración litúrgica de la virgen.

## Títulos
Por orden cronológico:

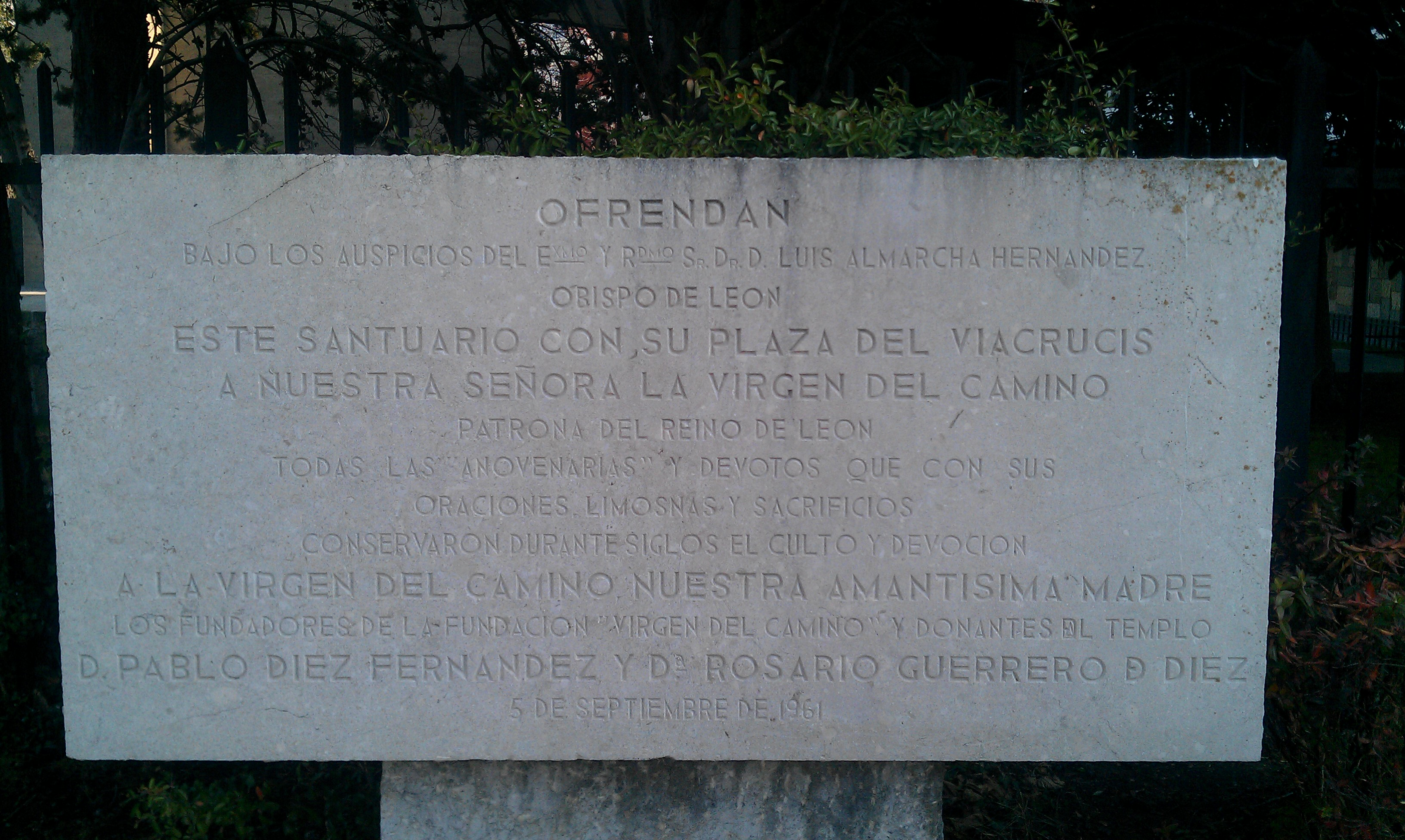
Placa conmemorativa de la ofrenda de su santuario a la Virgen del Camino, en La Virgen del Camino

- Patrona del Reino de León desde 1738. Una real cédula de 1778 le da este mismo título.
- Patrona Principal de la Región de León. En 1914 el Papa Pío X cambia el anterior título por el de Patrona Principal de la Región de León.
- El Papa Benedicto XV concedió que pudiera ser coronada canónicamente. No se celebró la Coronación Canónica hasta 1930.
- Regidora Perpetua de la ciudad de León. Se le concedió este título durante la guerra civil española, el 19 de mayo de 1938.
- Medalla de oro y brillantes de la Diputación de León el 30 de junio de 1954.
- Patrona de las carreteras.
- Regidora Honoraria y Perpetua del ayuntamiento de Valverde de la Virgen, desde el 30 de junio de 2005.
- Basílica Menor. El Papa Benedicto XVI le concedió el título el 24 de febrero de 2009.